# ツル亀らじお
『ツル亀らじお』は、NBCラジオで放送していた情報娯楽番組である。

## 放送時間
- 日曜 11:00 - 12:00
  - 以前は9:30 - 10:30に放送していた。

## パーソナリティ
- 寄川淑仔 - NBCアナウンサー

## テーマソング
- 藤原浩 - 希望の星です「ツル亀らじお」[1]